# Егоров, Филипп Евгеньевич
Егоров Филипп Евгеньевич (8 июня 1978, Орёл) — российский бобслеист, заслуженный мастер спорта, член олимпийской сборной команды России на Олимпиаде в Солт-Лейк-Сити и Олимпиаде в Турине.
Тренер ― О. Г. Соколов.

## Спортивные достижения
- Чемпион России (2001) в четвёрке.
- Бронзовый призёр чемпионата России (2004) в четвёрке.
- Чемпион России по боб-стартам (2001) в четвёрке.
- Серебряный призёр чемпионата России по боб-стартам (2000 — двойка, 2000,2003,2004 — четвёрка).
- Чемпион мира по боб-стартам (2004) в двойке.
- Бронзовый призёр чемпионатов мира по боб-стартам (2000, 2001, 2004) в четвёрке.
- Серебряный призёр Олимпийских игр в Турине в четвёрке.

## Награды и звания
- Заслуженный мастер спорта России
- Орден Дружбы (22 февраля 2007 года) — за большой вклад в развитие физической культуры и спорта, высокие спортивные достижения[2]